# Kurt Svanström
Arne Linderholm (1915. március 24. – 1996. január 16.) svéd válogatott labdarúgó.